# Gunnar Eriksson i Mörviken
Gunnar Eriksson i riksdagen kallad Eriksson i Mörviken, född 1 mars 1833 i Åre församling, Jämtlands län, död där 11 april 1901, var en svensk lantbrukare och politiker.
Eriksson var lantbrukare i Mörviken utanför Åre. I riksdagen var han ledamot av riksdagens andra kammare 1870–1875, 1879–1887 samt 1891–1893. Han var fram till 1881 invald i Södra Jämtlands domsagas valkrets och därefter från 1882 invald i Jämtlands västra domsagas valkrets. Han skrev i riksdagen 17 egna motioner, bland annat om nattåg vintertid, skatter, tullar och besvär, exempelvis nedsättning av sockertullen, om vidgad kommunal rösträtt.